# HD 184586
HD 184586，又名CP-66 3445，SAO 254622、HR 7435，是一颗恒星，视星等为6.39，位于銀經329.34，銀緯-29.51，其B1900.0坐标为赤經19h 29m 58.8s，赤緯-66° -29.51′ 30″。